# 佐野海舟
佐野 海舟（さの かいしゅう、2000年12月30日 - ）は、プロサッカー選手。ブンデスリーガ・1.FSVマインツ05所属。ポジションはミッドフィールダー（MF）。日本代表。
岡山県津山市出身。実弟の佐野航大はプロサッカー選手（エールディヴィジ・NECナイメヘン所属）で同じく日本代表。
妻はモデルの木下桜。

## 来歴

### プロ入り前
FCヴィパルテを経て米子北高等学校へ進学。1年次からレギュラーを確保し、3年連続で全国高校総体と全国高校サッカー選手権に出場した。

### FC町田ゼルビア
2019年より、FC町田ゼルビアへ加入した。5月5日、J2第12節の水戸ホーリーホック戦で途中出場からプロデビューを果たした。2020年9月6日、J2第17節のFC琉球戦でプロ初ゴールを決めた。
2022年、90分平均のボール奪取回数でJ2リーグ1位の20回を記録した。

### 鹿島アントラーズ
2023年、鹿島アントラーズへ完全移籍をした。加入後からすぐにレギュラーの座を掴むと、シーズン通してリーグ戦27試合に出場。JPFAアワードJ1ベストイレブンを受賞した。またシーズン終了後には、ドイツ1部のヴェルダー・ブレーメンからオファーを受けたが、残留した。
2024年も引き続きボランチのレギュラーとして7月までに20試合に出場した。

### 1.FSVマインツ05
2024年7月3日、ブンデスリーガの1.FSVマインツ05に完全移籍することが発表された。8月1日にチームに合流。1年目から主力として34試合に出場。昨シーズン残留争いしていたチームだったが、欧州コンペティション出場権を争うリーグ6位で終えた。また佐野は、394kmというリーグトップの走行距離を記録し、デュエル勝利数は209回でリーグ最多、空中戦の勝利は162回で3位、インターセプト65回で最多、スプリント764回で最多、ドリブル32回で最多タイ、さらにトップスピード34.42km/hは3位と海外挑戦1年目ながら活躍した。

### 日本代表
2023年11月13日、2026 FIFAワールドカップ・アジア2次予選に参加する日本代表に、怪我のため辞退した伊藤敦樹の代替選手として追加招集された。世代別代表も含め、日本代表初招集となる。11月16日のミャンマー戦（パナソニックスタジアム吹田）で代表初出場を果たした。
2024年1月1日、AFCアジアカップ2023に臨む日本代表に選出された。後述により8月29日発表で落選した。2025年5月23日、2026 FIFAワールドカップ・アジア3次予選の残り2試合に臨む日本代表メンバーに復帰。

### 不祥事
2024年7月17日、不同意性交容疑で警視庁本富士警察署に逮捕された。知人の20代の男2人と共謀し、東京都文京区湯島のホテルで30代女性に性的暴行を加えた疑いで勾留された。その後釈放され、不起訴処分となった。
当該容疑により約1年間代表から遠ざかったが、クラブの活躍が認められて2025年6月5日、同月10日に行われる2026FIFAワールドカップ・アジア3次予選のメンバーに弟の航大とともに選ばれ、日本代表に復帰した。

## 私生活
妻はファッションモデルの木下桜であり、2025年8月に1年前にあたる2024年8月以前から交際・入籍していたことが明らかになった。

## 人物・エピソード
- 海舟という名前は、父が好きだという勝海舟に由来する[22]。
- 理想はエンゴロ・カンテ。日本だと遠藤航や守田英正[23]。
- 子供の頃は下駄で走っていた。そのため足裏の皮がかたく、指が長い[24]。
- 海外クラブ移籍となったドイツのマインツは、元々は鹿島アントラーズのフォワード選手調査のため資料のビデオを閲覧したとき、たまたま映っていた佐野海舟に目が留まった。金の卵を見つけたマインツは、以降は佐野に調査を切り替え獲得に至った[25]。
- 2026FIFAワールドカップアジア最終予選のメンバーに兄弟揃って招集された。これは、19年ぶりのことだった[26]

## プレースタイル
主に守備的ミッドフィールダーで起用されているが、左右のサイドバックやセンターバックで起用されることもある。マインツ所属時にもセンターバックで起用された。
ボール奪取に優れている。タックルを仕掛けてインターセプトでボールを奪い切り、そのまま攻撃へと繋げる。危機察知能力の高さやフィジカルの強さに定評があり、相手のチャンスの芽を摘み取り、ボールを繋げる能力も高い。このように、ボールを回収してそのまま運んでいく一連の流れが、名前（海舟）にかけて俗に「佐野回収」といわれることもある。
ダブルタッチで相手を交わしてゴールを決めることや高い位置でのインターセプトでゴールに繋げることもできる。
非常に運動量豊富な選手のためダイナモと呼ばれている。

## 所属クラブ
- 2007年 - 2012年 FCヴィパルテU-12（津山市立鶴山小学校）
- 2013年 - 2015年 FCヴィパルテU-15（津山市立中道中学校）
- 2016年 - 2018年 米子北高等学校
- 2019年 - 2022年  FC町田ゼルビア
- 2023年 - 2024年7月  鹿島アントラーズ
- 2024年7月 -  1.FSVマインツ05

## 個人成績
| 国内大会個人成績 | 国内大会個人成績 | 国内大会個人成績 | 国内大会個人成績 | 国内大会個人成績 | 国内大会個人成績 | 国内大会個人成績 | 国内大会個人成績 | 国内大会個人成績 | 国内大会個人成績 | 国内大会個人成績 | 国内大会個人成績 |
| 年度             | クラブ           | 背番号           | リーグ           | リーグ戦         | リーグ戦         | リーグ杯         | リーグ杯         | オープン杯       | オープン杯       | 期間通算         | 期間通算         |
| 年度             | クラブ           | 背番号           | リーグ           | 出場             | 得点             | 出場             | 得点             | 出場             | 得点             | 出場             | 得点             |
| 日本             | 日本             | 日本             | 日本             | リーグ戦         | リーグ戦         | リーグ杯         | リーグ杯         | 天皇杯           | 天皇杯           | 期間通算         | 期間通算         |
| ---------------- | ---------------- | ---------------- | ---------------- | ---------------- | ---------------- | ---------------- | ---------------- | ---------------- | ---------------- | ---------------- | ---------------- |
| 2019             | 町田             | 25               | J2               | 21               | 0                | -                | -                | 1                | 0                | 22               | 0                |
| 2020             | 町田             | 25               | J2               | 41               | 1                | -                | -                | -                | -                | 41               | 1                |
| 2021             | 町田             | 6                | J2               | 34               | 6                | -                | -                | 1                | 0                | 35               | 6                |
| 2022             | 町田             | 6                | J2               | 20               | 1                | -                | -                | 1                | 0                | 21               | 1                |
| 2023             | 鹿島             | 25               | J1               | 27               | 1                | 7                | 0                | 1                | 0                | 35               | 1                |
| 2024             | 鹿島             | 25               | J1               | 20               | 0                | 2                | 0                | 1                | 0                | 23               | 0                |
| ドイツ           | ドイツ           | ドイツ           | ドイツ           | リーグ戦         | リーグ戦         | リーグ杯         | リーグ杯         | DFBポカール      | DFBポカール      | 期間通算         | 期間通算         |
| 2024-25          | マインツ         | 6                | ブンデス         | 34               | 0                | -                | -                | 2                | 0                | 36               | 0                |
| 通算             | 日本             | 日本             | J1               | 47               | 1                | 9                | 0                | 2                | 0                | 58               | 1                |
| 通算             | 日本             | 日本             | J2               | 116              | 8                | -                | -                | 3                | 0                | 119              | 8                |
| 通算             | ドイツ           | ドイツ           | ブンデス         | 34               | 0                | -                | -                | 2                | 0                | 36               | 0                |
| 総通算           | 総通算           | 総通算           | 総通算           | 197              | 9                | 9                | 0                | 7                | 0                | 213              | 9                |

## タイトル
個人
- JPFAアワード ベストイレブン：2023年

## 代表歴

### 出場大会
- A代表初出場 - 2023年11月16日 2026 FIFAワールドカップ・アジア2次予選 対ミャンマー（パナソニックスタジアム吹田）
- 日本代表
  - 2023年 - 2026 FIFAワールドカップ・アジア2次予選
  - 2024年 - AFCアジアカップ2023
  - 2025年 - 2026 FIFAワールドカップ・アジア3次予選

### 試合数
- 国際Aマッチ 6試合 0得点（2023年 - ）

| 日本代表 | 国際Aマッチ | 国際Aマッチ |
| 年       | 出場        | 得点        |
| -------- | ----------- | ----------- |
| 2023     | 1           | 0           |
| 2024     | 3           | 0           |
| 2025     | 2           | 0           |
| 通算     | 6           | 0           |

### 出場
| No. | 開催日         | 開催都市 | スタジアム                   | 対戦相手       | 結果 | 監督   | 大会                                   |
| --- | -------------- | -------- | ---------------------------- | -------------- | ---- | ------ | -------------------------------------- |
| 1.  | 2023年11月16日 | 吹田     | 市立吹田サッカースタジアム   | ミャンマー     | ○5-0 | 森保一 | 2026 FIFAワールドカップ・アジア2次予選 |
| 2.  | 2024年1月1日   | 新宿     | 国立競技場                   | タイ           | ○5-0 | 森保一 | TOYO TIRES CUP 2024                    |
| 3.  | 2024年1月14日  | ドーハ   | アル・トゥマーマ・スタジアム | ベトナム       | ○4-2 | 森保一 | AFCアジアカップ2023                    |
| 4.  | 2024年1月24日  | ドーハ   | アル・トゥマーマ・スタジアム | インドネシア   | ○3-1 | 森保一 | AFCアジアカップ2023                    |
| 5.  | 2025年6月5日   | パース   | パース・スタジアム           | オーストラリア | ●0-1 | 森保一 | 2026 FIFAワールドカップ・アジア3次予選 |
| 6.  | 2025年6月10日  | 吹田     | 市立吹田サッカースタジアム   | インドネシア   | ◯6-0 | 森保一 | 2026 FIFAワールドカップ・アジア3次予選 |